# Kivioq
Ekspeditionsskibet Kivioq blev bygget i 1931-32 på Frederikssund Skibsværft A/S - ejet af dir. Kristian Andersen - som det sidste i en serie på mere end 10 'Islandsbåde' med byggenr. 651 og lagt på lager. Hajkutteren blev købt af polarforsker Knud Rasmussen i 1932 og færdigbygget som ekspeditionsskib. Kivioq er bygget med lodret stævn og udfaldende hæk med rundt spejl og havde en længde på 47 fod. Kivioq var base for Knud Rasmussens 7. Thuleekspedition, som foregik i Østgrønland i sommeren 1933.
Motoren var oprindeligt på 77HK men blev udskiftet til en på 180HK. Der var to brændstoftanke på hver 1000 liter og en vandtank på 1000 liter. Skibet var indrettet med 6 køjer for- og midtskibs og to køjer i agter kahytten.
Skibet er opkaldt efter sagnfiguren Kivioq, der var en inuit vandringsmand med overnaturlige kræfter, som tillod ham at overvinde alle former for forhindringer på sine rejser.
Efter Knud Rasmussens død i 1933 blev Kivioq solgt til Geodætisk Institut og senere solgt til Grønlands Geologiske Undersøgelser.
Kivioq blev også brugt af Geodætisk Institut, da man i 1952 gravede to hemmelige kasser ned ved Sisimiut. Indholdet i kasserne var fortroligt, men skulle bruges til en genopbygning af Danmark, hvis der under den kolde krig skulle opstå en altødelæggende katastrofe.
Fra 1980 har Kivioq været privatejet i Nuuk, hvor skibet sank i 1989, og siden hævet og sat i stand og sejlet til Danmark.
Skibet fik bevaringsstatus i 2008, og flere forsøg på at redde Kivioq er mislykket. I 2022 brændte Kivioq og der kunne konstateres mindre brandskader og svære sodskader i forreste del af skibets indre.
Skibsbevaringsfonden er nu sammen med Nationalmuseets afdeling for skibsfartshistorie i gang med at afsøge mulighederne for en grundigere istandsættelse og en tilbageføring af Kivioq til den oprindelige skikkelse.